# Grand Hôtel Billia
Le Grand Hôtel Billia est un hôtel historique, en activité depuis 1947, situé à Saint-Vincent, dans la Vallée d'Aoste, en Italie.

## Histoire
Le projet de l'hôtel a été réalisé en 1908 par l'entrepreneur Stefano Billia, déjà directeur du service des diligences entre Ivrée et Saint-Vincent, station thermale déjà renommée à l'époque, grâce aux eaux de la Fons salutis. Lors de son inauguration, l'hôtel comptait 138 chambres pour un total de 200 lits.
Après la Seconde Guerre mondiale, il a accueilli le premier siège du Casino de la Vallée d'Aoste, inauguré le 29 mars 1947.

## Galerie d'images

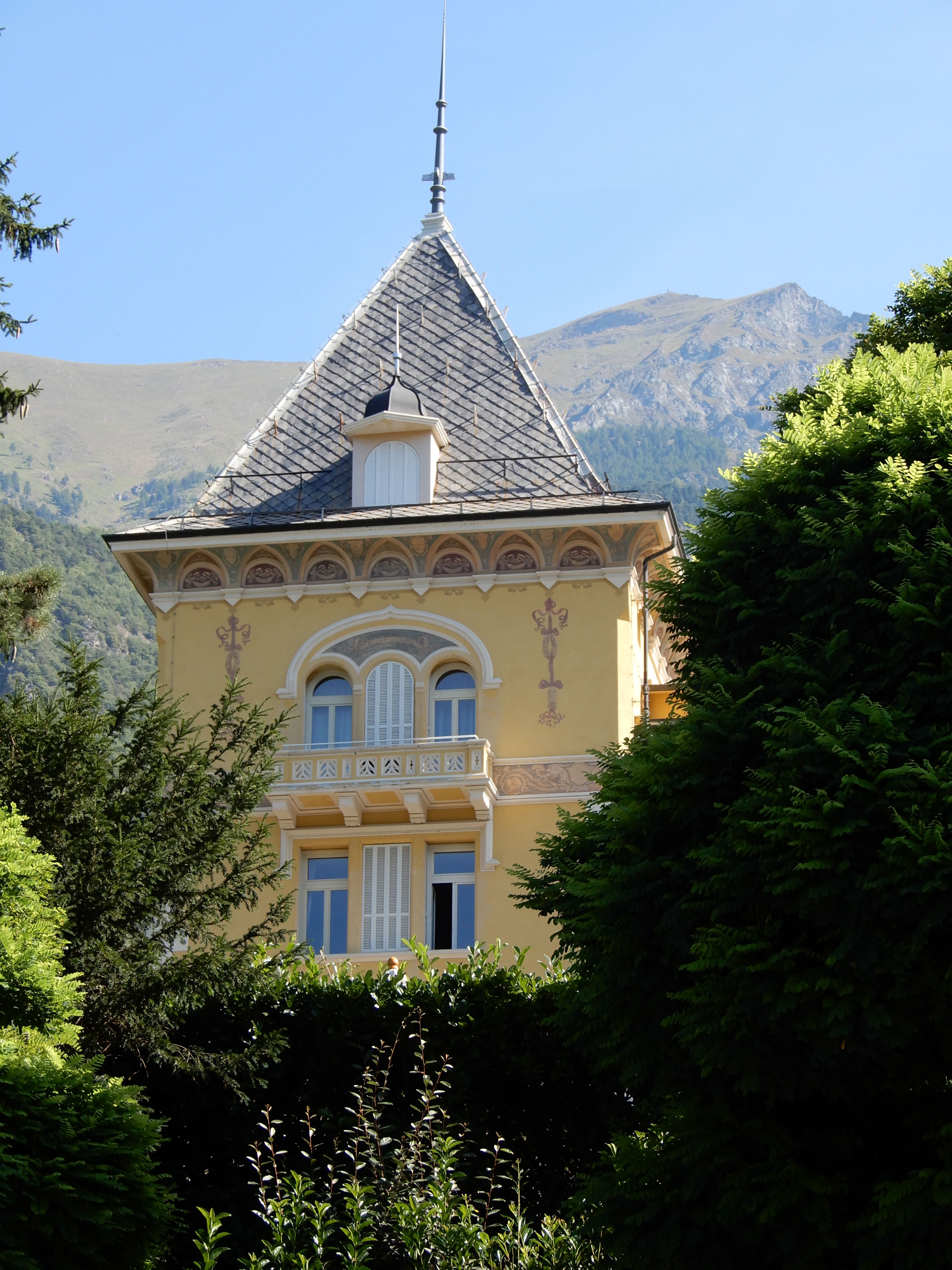
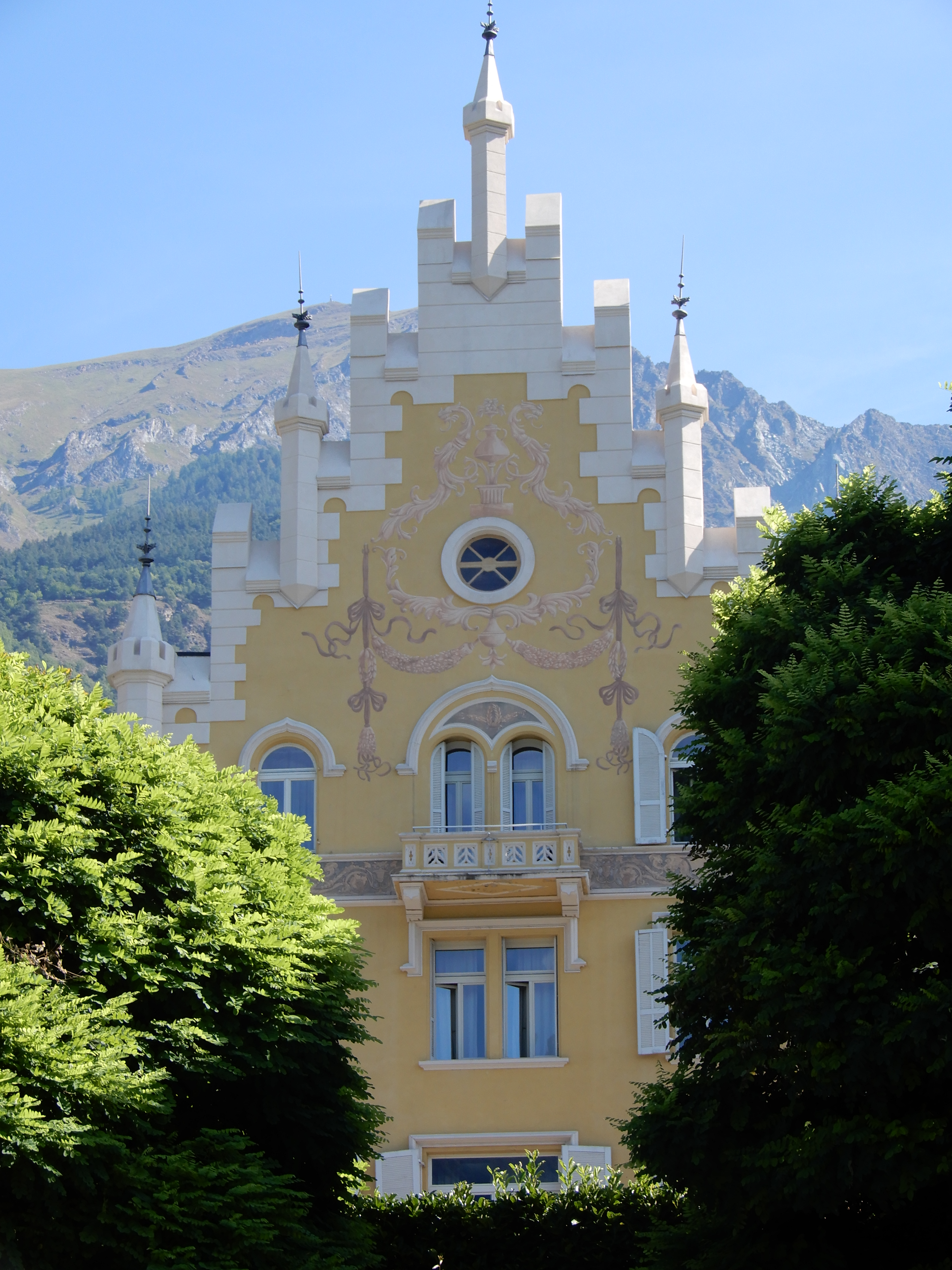
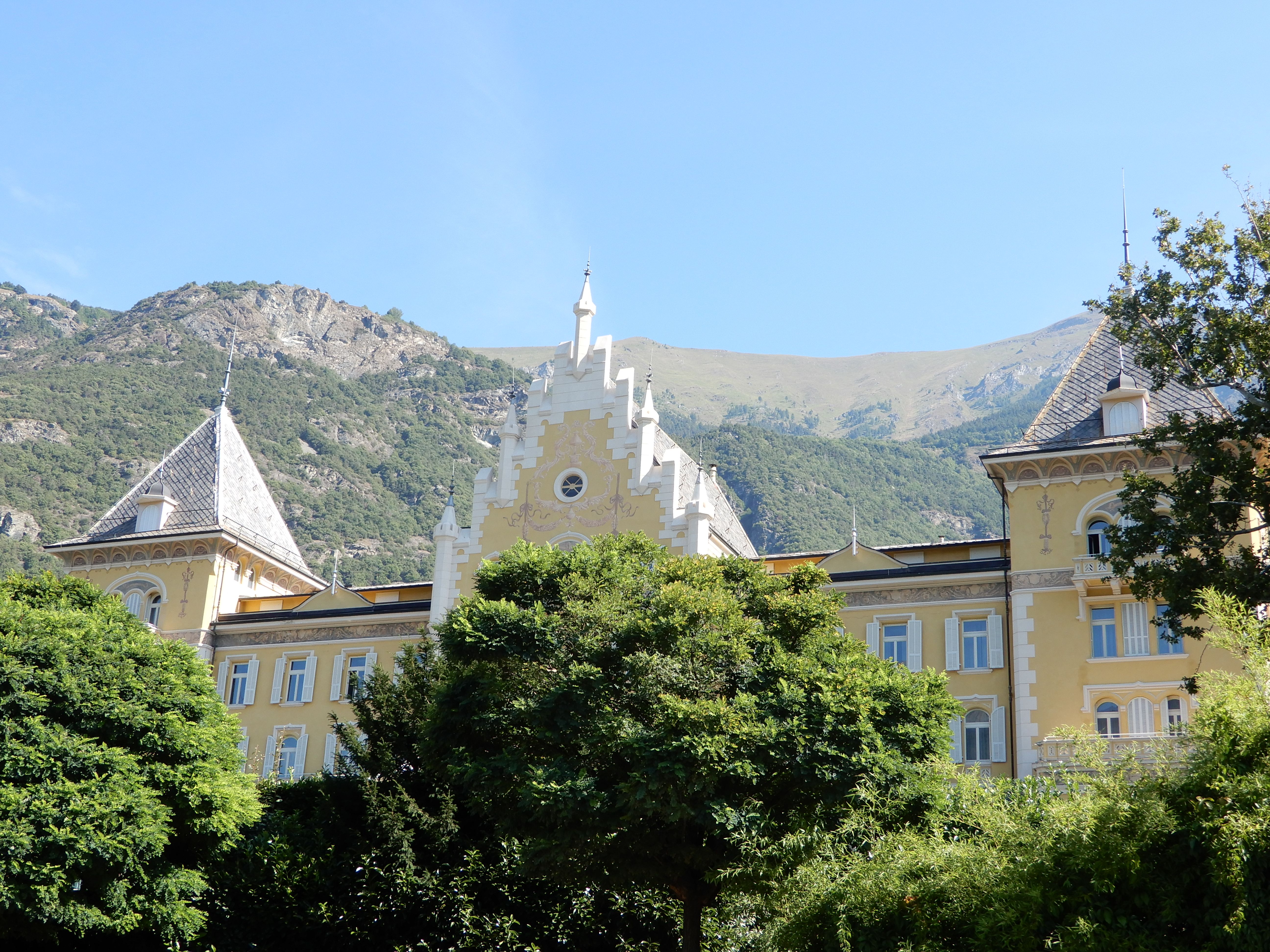